# Hans-Peter Uhl

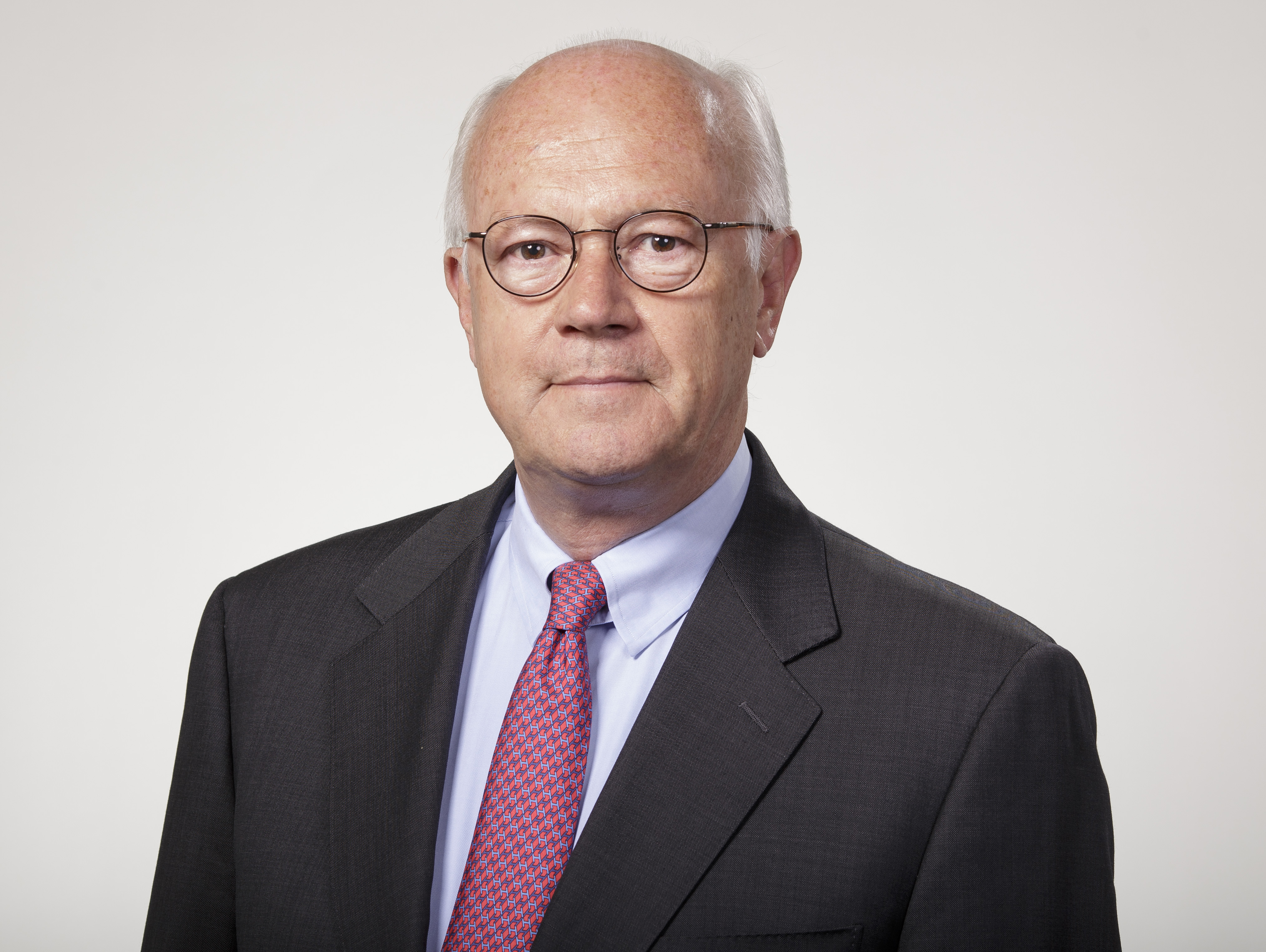
Hans-Peter Uhl (2012)

Hans-Peter Uhl (* 5. August 1944 in Tübingen; † 27. Oktober 2019) war ein deutscher Politiker (CSU). Von 1998 bis 2017 war er Mitglied des Deutschen Bundestages.

## Leben

### Ausbildung
Nach dem Abitur am Albert-Einstein-Gymnasium Ravensburg diente Uhl zwei Jahre als Zeitsoldat bei der Bundeswehr und absolvierte ab 1964 ein Studium der Rechtswissenschaften in München, welches er mit dem Ersten juristischen Staatsexamen beendete. Während seines Studiums schloss sich Uhl 1966 der Burschenschaft Rhenania (heute: Arminia-Rhenania) an. Nach dem Referendariat bestand er auch das Zweite juristische Staatsexamen. 1974 erfolgte seine Promotion zum Dr. jur. mit der Arbeit Die Konzentrationskontrolle in Großbritannien, verglichen mit der deutschen Kartellrechts-Novelle (1973).

### Berufliche Erfahrungen
1975 trat er in den Dienst der Finanzverwaltung des Freistaats Bayern. Anschließend war er von 1987 bis 1998 als Kreisverwaltungsreferent Leiter der Sicherheits- und Ordnungsbehörde der Landeshauptstadt München. Seit 1998 war er als Rechtsanwalt zugelassen.

### Parteilaufbahn
Seit 1970 war Uhl Mitglied der CSU. Er gehörte dem Kreisvorstand der CSU München-West an. Im Jahr 1999 war er kurzzeitig CSU-Kandidat für das Amt des Oberbürgermeisters. Er zog seine Kandidatur jedoch zurück, weil er „nicht das Vertrauen des derzeitigen Vorstands der Münchner CSU“ habe, der ihm „ein Messer, auf dessen Griff die Buchstaben CSU stehen,“ in den Rücken gerammt hätte. Peter Gauweiler erklärte in diesem Zusammenhang, tatsächlich sei der Rückzug erfolgt, „weil [Uhl] seinen gefährlichsten Gegner unterschätzt hat – sich selbst“.

### Abgeordnetenlaufbahn
Von 1998 bis 2017 war Uhl Mitglied des Deutschen Bundestages. Dort war er 2005 Vorsitzender des Untersuchungsausschusses zur Visa-Affäre. Seit November 2005 war er Vorsitzender der Arbeitsgruppe Innenpolitik und damit auch innenpolitischer Sprecher der CDU/CSU-Bundestagsfraktion. In der 18. Wahlperiode war er Justiziar seiner Fraktion.
Hans-Peter Uhl zog 1998 als direkt gewählter Abgeordneter des Wahlkreises München-West und ab 2002 als Abgeordneter des Wahlkreises München-West/Mitte in den Bundestag ein. Bei der Bundestagswahl 2013 erreichte er 42,6 Prozent der Erststimmen (2009: 36,8 %; 2005: 42,7 %; 2002: 44,3 %; 1998 bei anderem Wahlkreiszuschnitt: 47,3 %).
Uhl war in der 17. Wahlperiode Mitglied des Bundestags-Innenausschusses und des Parlamentarischen Kontrollgremiums zur Kontrolle der Nachrichtendienste. Bei der Bundestagswahl 2017 kandidierte er nicht erneut als Abgeordneter.

### Sonstiges Engagement
Uhl war stellvertretender Vorsitzender der German European Security Association. Die Organisation stellt im Bereich der Inneren Sicherheit eine Schnittstelle zwischen Bedarfsträgern wie dem Bundeskriminalamt, politischen Akteuren aus Legislative und Exekutive sowie Industrie und Forschung dar.

### Privatleben
Hans-Peter Uhl war katholisch, verheiratet und Vater von vier Söhnen; davon stammen drei aus erster Ehe. Am 27. Oktober 2019 starb er im Alter von 75 Jahren an Krebs. Bei der Trauerfeier anwesend waren Joachim Herrmann, Kurt Faltlhauser, Josef Schmid und Hans Podiuk. Uhl wurde auf dem Friedhof Neuhausen bestattet.

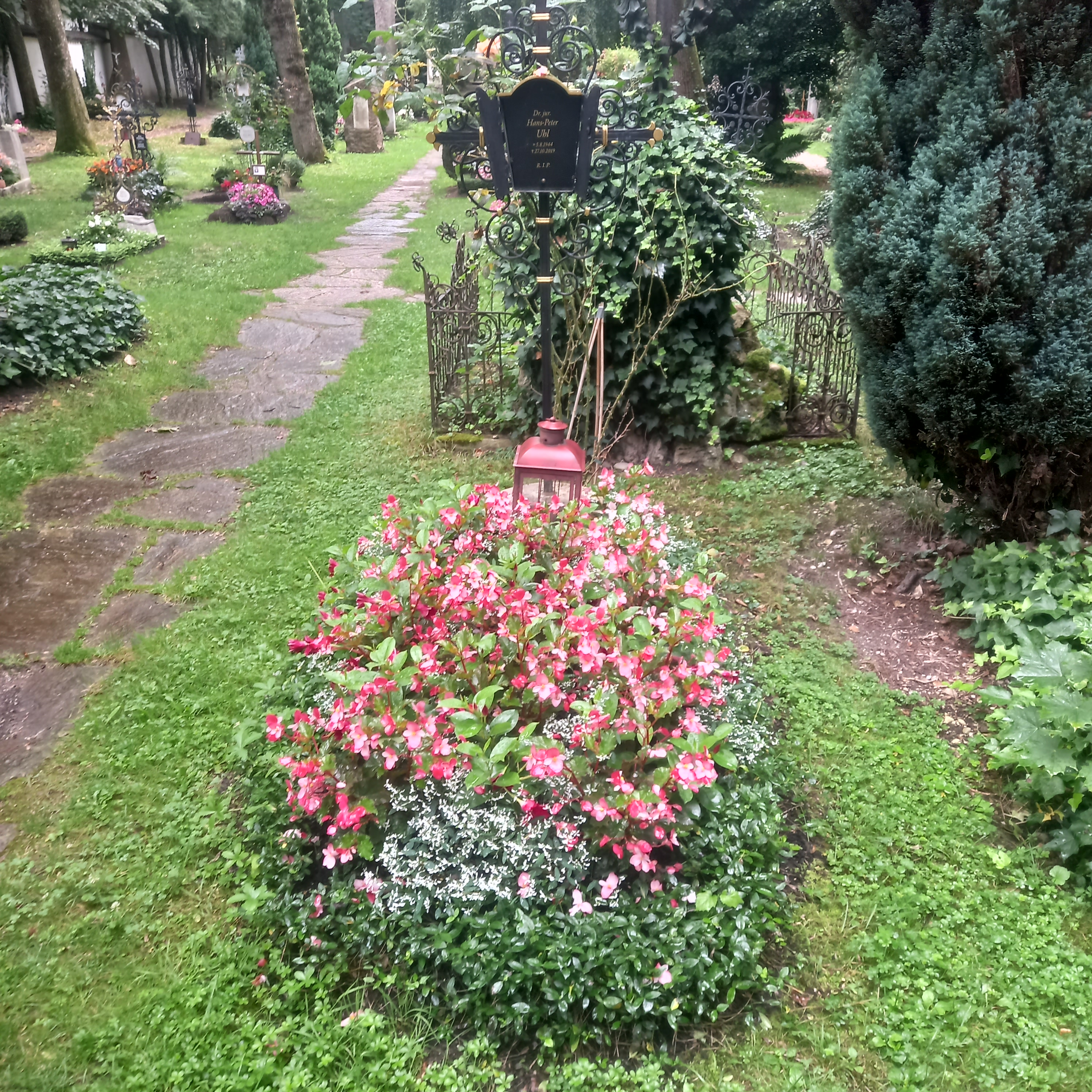
Das Grab von Hans-Peter Uhl auf dem Friedhof Neuhausen in München

## Politische Positionen

### Lobbyismus und Lobby-Register
Uhl als Justiziar der Unionsfraktion wandte sich 2016 gegen den später mehrheitlich abgelehnten Antrag der Opposition, die Interessenvertretung beim Parlament mit einem Lobbyisten-Register transparenter zu gestalten. Er warnte vor einer „Diskriminierung und Stigmatisierung“ von Interessenvertretern. Das Vorbringen und Anhören von Einzelinteressen dürfe nicht kriminalisiert werden.

### Innere Sicherheit
Als Kreisverwaltungsreferent in München war Uhl 1998 für die Ausweisung des jugendlichen deutsch-türkischen Serienstraftäters „Mehmet“ verantwortlich.
Aufsehen erregte Uhl, als er die Ablehnung des neugefassten BKA-Gesetzes durch die sächsische SPD als „linkes Gerülpse“ bezeichnete.
Scharfe Kritik aus den anderen Parteien erntete Uhl als Reaktion auf den Vorschlag, die Altersgrenze für die Speicherung personenbezogener Daten von derzeit 16 Jahren auf 14 oder zwölf Jahre zu senken. Damit sollte nach Uhls Auffassung eine „bessere Überwachung von terrorverdächtigen Minderjährigen“ erreicht werden. Uhl hat die Kritik zurückgewiesen und sich dazu ausführlich erklärt auf abgeordnetenwatch.

### Telekommunikation und Neue Medien
Hans-Peter Uhl war ein Befürworter der Internetregulierung: „Es geht nicht um eine stärkere Regulierung, aber vielleicht um eine intelligentere Form der Regulierung. Grundsätzlich ist gerade die Freiheit des Internets das, was es zu einem großartigen Medium macht. Andererseits muss es auch im Internet möglich sein, den Jugendschutz zu gewährleisten und strafbare Inhalte zu sanktionieren – um die Bevölkerung und die Jugend vor Kriminalität, Terrorismus und Schmutz zu schützen. “

#### Internetsperren
Empörung verursachte Uhl 2009 im Zusammenhang mit der Sperrung von Webseiten in Deutschland, als er Kritiker der Internetsperren und namentlich die Mitglieder des Chaos Computer Clubs (CCC) als „Pseudo-Computerexperten“ sowie „ohne Sinn und Verstand und moralisch verkommen“ diffamierte. Außerdem sprach er von „pseudo-bürgerrechtsengagierte[r] Hysterie“. „Jede Rede von ‚Zensur‘ oder ‚Freiheitsbeschränkung‘ [sei] pervers“. Später relativierte er die Entgleisung: „Ich bezweifle nicht, dass z. B. die Angehörigen des Chaos Computer Club grundsätzlich ernst zu nehmende Computerfachleute sind. Ich bedaure, dass ich einen unnötig polemischen Ton in die Debatte gebracht habe. Schließlich ist es ja richtig, geplante Maßnahmen von allen Seiten zu beleuchten und zu hinterfragen.“
Später warf Uhl der Justizministerin Sabine Leutheusser-Schnarrenberger „Scheinaktionismus“ vor: „Sie setzt einseitig auf das Löschen solcher Seiten, obwohl sie genau weiß, dass dies nichts bringt.“ Da gelöschte Inhalte von anderer Stelle aus wieder in das Internet hochgeladen werden könnten, wäre eine Sperrung rechtswidriger Inhalte nötig, da dies ein „Unwerturteil“ des Staates darstelle. Leutheusser-Schnarrenberger widersprach diesen Aussagen. Auch andere Kritiker warfen Uhl vor, durch die Sperrung von Kinderpornografie ebenfalls keine Gewähr dafür bieten zu können, dass rechtswidrige Inhalte von anderer Stelle nicht wieder ins Internet eingestellt werden.
Bezüglich kinderpornografischer Angebote wollte er von den Erfahrungen der chinesischen Internetzensur bei den Olympischen Spielen in Peking lernen: „Was die Chinesen können, sollten wir auch können. Da bin ich gern obrigkeitsstaatlich.“
Uhl begründete seinen Standpunkt mehrfach auf abgeordnetenwatch.de, u. a. mit dem Argument: „Diese Sperren sind sicherlich keine Wunderwaffe, aber sie stellen eine höhere Hürde für den Zugang dar als wenn die Sperre nicht vorhanden wäre.“
Der Deutsche Bundestag entschied am 1. Dezember 2011 mit den Stimmen der Koalition aus CDU/CSU und FDP, das Zugangserschwerungsgesetz von 2009 – das nie angewandt worden war – wieder aufzuheben.

#### Vorratsdatenspeicherung
Uhl war ein entschiedener Befürworter der Vorratsdatenspeicherung entsprechend dem Konzept des Bundesinnenministeriums.
Schon bisher dürfen die Telekommunikationsunternehmen nach § 97 Abs. 3 TKG die Verkehrsdaten bis zu sechs Monate nach Versendung der Rechnung speichern. Die Vorratsdatenspeicherung entsprechend § 113a TKG würde dazu führen, dass diese Daten bei den Kommunikationsdienstleistern nach einer einheitlichen Mindestspeicherfrist, z. B. für sechs Monate, gespeichert werden müssen. Durch eine solche einheitliche Speicherfrist soll die Verfügbarkeit von Verkehrsdaten sichergestellt werden, damit sie entsprechend § 113b TKG im Einzelfall durch die Polizei abgerufen werden können,
• wenn es um eine schwere Straftat geht (dies wäre im Gesetz konkreter zu definieren).
• wenn ein Richter dies prüft und anordnet.
Das Bundesverfassungsgericht hatte die Vorratsdatenspeicherung, die zeitweise in Kraft gewesen war, für verfassungswidrig erklärt. Das BVerfG hat die Vorratsdatenspeicherung jedoch nicht prinzipiell verboten, sondern nur die konkreten gesetzlichen Regelungen. Grundsätzlich billigt das Gericht diese Maßnahme jedoch ausdrücklich:

„In einem Rechtsstaat darf auch das Internet keinen rechtsfreien Raum bilden. Die Möglichkeit einer individuellen Zuordnung von Internetkontakten bei Rechtsverletzungen von einigem Gewicht bildet deshalb ein legitimes Anliegen des Gesetzgebers. Soweit für entsprechende Auskünfte seitens der Diensteanbieter unter den derzeitigen technischen Bedingungen […] Telekommunikationsverkehrsdaten ausgewertet werden müssen, wirft dieses folglich keine prinzipiellen Bedenken auf.“

Die Anschläge in Norwegen vom Juli 2011 nahm Uhl erneut zum Anlass, um deren Einführung zu fordern: „Wir brauchen die Vorratsdatenspeicherung. Im Vorfeld muss die Überwachung von Internetverkehr und Telefongesprächen möglich sein. Nur wenn die Ermittler die Kommunikation bei der Planung von Anschlägen verfolgen können, können sie solche Taten vereiteln und Menschen schützen.“ Uhl erklärte seine Forderung weiterhin mit der Aussage „In Wahrheit wurde diese Tat im Internet geboren.“ Auf Nachfrage des Deutschlandfunks, inwiefern die Vorratsdatenspeicherung einem solchen Anschlag vorgebeugt hätte, wollte sich Uhl nicht äußern und wiederholte seine Forderung. Auch auf die Nachfrage des Senders, ob er nur ein Trittbrettfahrer sei, antwortete Uhl nicht. Er begründete dies damit, die Kritik komme „von linker Seite“.
Die Vorratsdatenspeicherung wird von einigen Kritikern insofern beargwöhnt, da sie „anlasslos“ erfolge. Zudem forderte in diesem Zusammenhang die FDP auf, ihren Widerstand gegen die Vorratsdatenspeicherung zu beenden. Uhls Vorgehen wurde in Teilen der Presse, von SPD, Grünen, FDP und Linkspartei sowie von mehreren Experten scharf kritisiert. So warf ihm z. B. Dieter Wiefelspütz „eine makabre Instrumentalisierung dieser entsetzlichen Anschläge“ vor. In Teilen der Presse wurde Uhls Forderung entschieden zurückgewiesen. Unter anderem wurde darauf hingewiesen, dass Warndateien mit diffusen Kriterien ein Klima der Angst schaffen und letztlich Denunziantentum fördern können. Aus dieser Sicht sind sie das Gegenteil von Offenheit und Demokratie.
Auch nach der Anschlagsserie in Südfrankreich Anfang 2012 sowie nach der Aufdeckung der rechtsextremen Terrororganisation NSU in Deutschland und den Sprengstoffanschlägen beim Boston-Marathon 2013 in den USA forderte Uhl erneut die Einführung der Vorratsdatenspeicherung.

#### Verstärkte nachrichtendienstliche Aufklärung des Internets
Nach den Anschlägen in Norwegen 2011 forderte Uhl eine verstärkte Aufklärung des Nutzerverhaltens im Internet durch Nachrichtendienste. In diesem Zusammenhang erklärte er:

„Der Anschlag in Oslo und das Massaker auf der Ferieninsel Utoya zeigen ebenso wie der islamistisch motivierte Anschlag am Frankfurter Flughafen vom März dieses Jahres: Solche Taten mögen von radikalisierten Einzelnen begangen werden, geplant werden sie im Internet. Anschläge von Einzeltätern können nur mit einer verstärkten nachrichtendienstlichen Aufklärung, gerade auch im Internet, verhindert werden. Die Sicherheitsbehörden müssen stärker als bisher im Netz auf Streife gehen.“

#### Bemühungen um ein Verbot von gewalthaltigen Spielen
Uhl forderte wiederholt das Verbot sogenannter „Killerspiele“. Hierbei bezog er seine Forderung immer wieder auf das in Deutschland durch die USK ab 16 Jahren freigegebene Spiel Counter-Strike. Er erklärte in diesem Zusammenhang unter anderem „Solche Killerspiele, die üble Instinkte im Menschen wachrufen, dürfen Jugendlichen nicht zur Verfügung stehen“. In Zusammenhang mit dem Amoklauf von Winnenden und dem Spiel forderte er „strafrechtlich konkretisierte Verbotsnormen“ und stellte eine unmittelbare Verbindung zwischen dem Konsum des Spiels durch den Täter und dem Amoklauf her: „Bei dem Amoklauf in Winnenden zeigt sich erneut, dass der Täter im Vorfeld seiner Tat sich intensiv mit sogenannten Killerspielen beschäftigt hat“.
Uhl relativierte jedoch an anderer Stelle die Bedeutung von Verboten: „Strafrechtliche Normen können nur eine letzte Schranke sein. Sicherlich ist es erforderlich zu differenzieren.“

#### Äußerungen zum Klarnamenzwang im Internet
Uhl setzte Pseudonyme im Internet gleich mit Anonymität und forderte daher, dass in sozialen Netzwerken keine Pseudonyme benutzt werden sollen, zur Förderung einer Politik der Offenheit.

#### Staatstrojaner
Online-Durchsuchungen und Einsätze eines „Staatstrojaners“ bezeichnete Uhl am 10. Oktober 2011 (nachdem der CCC eine Kopie des Staatstrojaners analysiert hatte) trotz zahlreicher Kritik und rechtlicher Bedenken als „legitime Maßnahmen“. Probleme in Bezug auf die technische Sicherung hat Uhl jedoch umgehend anerkannt und deshalb entsprechende Konsequenzen gefordert, die auch eingeleitet wurden.
In einer Aktuellen Stunde des Bundestags zur Onlinedurchsuchung und Quellen-TKÜ am 19. Oktober 2011 sagte Uhl wörtlich:

„Das Land wird von Sicherheitsbehörden geleitet, die sehr kontrolliert, sehr sorgfältig, sehr behutsam mit dem sensiblen Instrument der Quellen-TKÜ umgeht – und so soll es auch sein. Das heißt es wäre schlimm wenn unser Land am Schluss regiert werden würde von Piraten und Chaoten aus dem Computerclub. Es wird regiert von Sicherheitsbeamten, die dem Recht und dem Gesetz verpflichtet sind.“

Im offiziellen Plenarprotokoll 17/132 vom 19. Oktober wurde der Inhalt von Uhls Rede jedoch inhaltlich verändert wiedergegeben. So wurde in der Niederschrift auf Seite 15611 Herrn Uhl folgender Wortlaut zugeschrieben:

„…vielmehr verfügt das Land über Sicherheitsbehörden, die sehr kontrolliert, sehr sorgfältig, sehr behutsam mit dem sensiblen Instrument der Quellen-TKÜ umgehen. So soll es auch sein. Es wäre schlimm, wenn unser Land von Piraten und Chaoten aus dem Chaos Computer Club regiert würde. Wir haben Sicherheitsbeamte, die Recht und Gesetz verpflichtet sind.“

Die offizielle Seite des Bundestages erklärt mit Bezug auf die Veröffentlichung von Plenarprotokollen: „Jede Sitzung des Deutschen Bundestages wird wortwörtlich protokolliert und steht als Plenarprotokoll, sogenannter Stenographischer Bericht, der Öffentlichkeit zur Verfügung. Vor Veröffentlichung prüft der Redner die Niederschrift. Bei eventuellen Korrekturen darf der Sinn der Rede oder ihrer einzelnen Teile nicht geändert werden.“ Uhl wurde vorgeworfen, seine Aussagen nachträglich manipuliert zu haben.
Am Folgetag führten Unbekannte auf Uhls Internetpräsenz ein sogenanntes Defacement durch, veränderten also die dort angezeigten Inhalte der Seite. Die Unbekannten gaben an, dem Kollektiv um Anonymous anzugehören. So war auf der Seite anstatt der Informationen zum Politiker eine schwarze Seite mit dem Logo der Aktivisten zu sehen, außerdem technische Informationen über den Webserver sowie ein YouTube-Video mit der Rede Uhls, die dieser am Vortag mit Bezug zum Staatstrojaner gehalten hatte.

„das Protokoll wurde vom stenographischen Dienst des Deutschen Bundestages autonom, also ohne jede Beeinflussung meinerseits, so erstellt.“

Des Weiteren erklärte Uhl in der Plenarsitzung, der Staatstrojaner sei in Bayern rechtmäßig, reduziert angewandt worden. Die verwendete Software habe „überall nur das getan, was sie darf“. Vom Landgericht Landshut wurde indes ein Staatstrojanereinsatz in Bayern als rechtswidrig eingestuft. Die Überprüfung durch den Landesdatenschutzbeauftragten ergab später jedoch keine greifbaren Mängel bei den Trojanereinsätzen. In 9 von 20 Fällen hätten Softwarelisten während der Überwachung ausgelesen werden können. Inwiefern dies von den gerichtlichen Anordnungen gedeckt bzw. zweckmäßig gewesen war, sei nicht völlig klar.
Der CCC-Sprecher Frank Rieger sagte dazu im Oktober 2011:

„Die Behörden haben ganz offensichtlich das in sie gesetzte Vertrauen missbraucht und heimlich genau das getan, was ihnen das Bundesverfassungsgericht untersagt hat. Die behördliche Schadsoftware ist zu einem Werkzeug geworden, das konstruiert wurde, um heimlich digitale Lebensspuren und Gedanken aus dem Computer des Verdächtigen zu extrahieren und auf Knopfdruck sogar zum großen Lausch- und Spähangriff überzugehen.“

Uhl schlug Ende Oktober 2011 vor, Mitarbeiter des Unternehmens DigiTask in den Dienst des Bundes zu übernehmen, wo diese zukünftig Staatstrojaner unter staatlicher Aufsicht herstellen könnten. Qualität und Funktionalität verschiedener durch das Unternehmen hergestellter Staatstrojaner waren zuvor durch den CCC und verschiedene Fachmedien massiv kritisiert worden.
Gegenüber der Osnabrücker Zeitung fordere Uhl im Jahre 2010 gemeinsam mit seinem CDU-Kollegen Wolfgang Bosbach, dass für staatliche Ermittlungsbehörden eine Rechtsgrundlage zur Überwachung verschlüsselter Kommunikation geschaffen werden müsse.

#### Deutsche IT-Sicherheit
Angesichts des PRISM-Überwachungsprogramms der amerikanischen NSA forderte Uhl die Regierung auf, dreistellige Millionenbeträge in die IT-Sicherheit zu investieren: „Damit die Kommunikation unseres Staates und unserer Unternehmen kein amerikanischer und erst recht kein chinesischer oder russischer Dienst mitlesen kann, müssen wir unsere eigene Kommunikationstechnik aufbauen, sei sie nun deutsch oder europäisch.“ ()
Uhl war der Meinung, dass durch die dezentrale Architektur des Internets der deutsche Staat nicht in der Lage sei, die Privatsphäre seiner Bürger im Internet zu schützen; es sei „technisch unmöglich“.

### Rechtsextremismus
Angesichts der Mordserie der rechtsextremen Zwickauer Zelle hat Uhl strukturelle Mängel bei der Behördenzusammenarbeit konstatiert.
Bei einer Podiumsdiskussion in München hat er die Bedeutung der Einwanderungspolitik betont. „Eine gute und vernünftige Einwanderungspolitik muss zum Ziel haben, dass keine Kampfgruppen am rechten Rand entstehen“, der soziale Frieden dürfe nicht gefährdet werden, habe Uhl gewarnt. Es nütze nichts, wenn man die ganze Welt umarme, dabei aber die eigenen Bürger aus den Augen verliere.

### Reform des Melderechts und Adressdatenhandel
Im Juni 2012 stand Hans-Peter Uhl im Zentrum von Kritik an einer Meldegesetz-Reform durch den Bundestag, sich sowohl den Inhalt als auch auf die Form der Verabschiedung betraf. Die Gesetzesvorlage, die unter anderem das bisher länderspezifisch geregelte Meldewesen in die Zuständigkeit des Bundes übertragen sollte, wurde von lediglich 17 anwesenden Abgeordneten beschlossen, die den Fraktionen der Union und FDP angehörten. Die 10 anwesenden Oppositionsabgeordneten von SPD, Grüne und Linke stimmten dagegen. Da keiner der anwesenden Abgeordneten oder Fraktionen die Beschlussfähigkeit des Bundestages anzweifelte, war die Abstimmung trotz der geringen Zahl der abstimmenden Abgeordneten gültig. Die Gesetzesvorlage der Bundesregierung verlangte ursprünglich, dass Bürger den Meldeämtern ausdrücklich die Erlaubnis dazu erteilen müssen, ihre Daten für Werbezwecke weitergeben zu dürfen. Am Vortag der Abstimmung der Gesetzesvorlage legte Hans-Peter Uhl jedoch zusammen mit Gisela Piltz von der FDP im Innenausschuss einen Änderungsantrag vor, laut dem Bürger der Weitergabe für Werbezwecke ausdrücklich widersprechen mussten. Ein solcher Widerspruch war demnach zudem unwirksam, wenn ein Adresshändler lediglich die Anschrift einer bereits gespeicherten Personen aktualisieren wollte. Uhl begründete seine Position dazu wie folgt: „Es gibt laut höchstrichterlicher Rechtsprechung in Deutschland kein Recht, sich zu verstecken.“ Er lehnte sich damit an ein Urteil des Bundesverwaltungsgerichts vom 21. Juni 2006 an, demzufolge „sich der Einzelne nicht ohne triftigen Grund seiner Umwelt gänzlich entziehen kann, sondern erreichbar bleiben und es hinnehmen muss, dass andere auch mit staatlicher Hilfe mit ihm Kontakt aufnehmen.“ Am 9. Juli 2012 zitierte Focus Online einen Mitarbeiter Uhls mit den Worten: „Hätten wir die Einwilligungslösung gemacht, hätten ja alle Versandhändler aufgeschrien.“ Der Satz musste später entfernt werden. Unter dem Artikel hieß es später: „Zwei Zitate eines Mitarbeiters, die in der ursprünglichen Version dieses Artikels standen, wurden auf Bitte des Büros Uhls mit dem Hinweis auf ein Missverständnis entfernt.“
Aufgrund der heftigen Kritik in der Öffentlichkeit distanzierten sich die Bundesregierung und die CSU-Verbraucherschutzministerin Ilse Aigner von dem neuen Meldegesetz und erklärten, sie hofften, der SPD-geführte Bundesrat werde die Gesetzesvorlage stoppen. Die FDP erklärte daraufhin, dass für die Änderung der Widerspruchsregelung in erster Linie Hans-Peter Uhl eingetreten sei und den Innenminister von seiner Linie überzeugt habe.